# عکاشه حمزاوی
عکاشه حمزاوی (زادهٔ ۱۲ نوامبر ۱۹۹۰) بازیکن فوتبال اهل الجزایر است که در پست مهاجم برای تیم باشگاه فوتبال الفجیره در لیگ دسته اول امارت بازی می‌کند.
از باشگاه‌هایی که در آن بازی کرده‌است می‌توان به باشگاه فوتبال دیپورتیوو ناسیونال اشاره کرد.
وی در مسابقات کشوری و بین‌المللی در مجموع برندهٔ ۱ مدال طلا شده‌است.
حمزاوی در فصل ۲۰۱۹–۲۰۲۰ به همراه تیم تراکتور تبریز موفق به کسب مقام قهرمانی جام حذفی ایران شد.

## آمار
| باشگاه                | دسته               | فصل     | بازی | گل |
| --------------------- | ------------------ | ------- | ---- | -- |
| باشگاه فوتبال تراکتور | لیگ برتر خلیج فارس | ۲۰۱۹-۲۰ | ۵    | ۱  |
| باشگاه فوتبال تراکتور | لیگ برتر خلیج فارس | ۲۰۲۰-۲۱ | ۸    | ۰  |

## افتخارات

### تراکتور
- جام حذفی فوتبال ایران 
  - قهرمان (۱): ۱۳۹۹–۱۳۹۸

## سوابق ملی
در ژوئن سال۲۰۱۹، حمزاوی برای اولین بار به تیم ملی فوتبال زیر ۲۳ سال الجزایر توسط عزت‌الدین آیت جویی برای اردوی تمرینی دو هفته ای در آماده‌سازی برای مسابقات قهرمانی زیر ۲۳ سال آفریقا دعوت شد، اما در لیست نهایی این مربی، جایی نداشت.
در سال ۲۰۱۵، حمزاوی عضو تیم ملی فوتبال نظامی الجزایر بود که در بازی‌های جهانی نظامی ۲۰۱۵ موفق به کسب مدال طلا شد.